# دوري كرة القدم الإنجليزي 1926–27
دوري كرة القدم الإنجليزي 1926–27 (بالألمانية: Football League First Division 1926/27) هو موسم من دوري كرة القدم الإنجليزي. أقيم خلال الفترة 28 أغسطس 1926 وحتى 7 مايو 1927، وفاز فيه نيوكاسل يونايتد.